# Brønderslev i 1930'erne
|  | Denne artikel er oprettet af botten Steenthbot ud fra en ekstern database. Den kan derfor have sproglige fejl eller mangler. Denne skabelon kan fjernes efter kontrol af indholdet. |

Brønderslev i 1930'erne er en dansk dokumentarisk optagelse.

## Handling
Optagelser fra Brønderslev i 1930'erne med butikker og folk, som færdes på gaden.